# Theodoric II
Theodoric II, död 466, var kung i Västgotiska riket från 453 till 466. 